# WNBA Draft 2017
Der WNBA Draft 2017 war die 21. Talentziehung der Women’s National Basketball Association und fand am 13. April 2017 in New York City statt. Die erste Runde des Draft wurde landesweit auf ESPN2 ausgestrahlt. Die zweite und dritte Runde waren auf ESPNU zu sehen.
Insgesamt wurden in drei Runden 36 Spielerinnen von den WNBA-Franchises ausgewählt. Mit dem First Overall Draft-Pick wählten die San Antonio Stars die US-Amerikanerin Kelsey Plum aus. An zweiter Stelle wurde die US-Amerikanerin Alaina Coates von den Chicago Sky und an dritter Stelle die Nigerianerin Evelyn Akhator von den Dallas Wings ausgewählt.

## WNBA Draft

### Runde 1
| Pick | Spielerin                | Nationalität       | WNBA-Mannschaft    | College / Profi-Verein       |
| ---- | ------------------------ | ------------------ | ------------------ | ---------------------------- |
| 1    | Kelsey Plum              | Vereinigte Staaten | San Antonio Stars  | University of Washington     |
| 2    | Alaina Coates            | Vereinigte Staaten | Chicago Sky        | University of South Carolina |
| 3    | Evelyn Akhator           | Nigeria            | Dallas Wings       | University of Kentucky       |
| 4    | Allisha Gray             | Vereinigte Staaten | Dallas Wings       | University of South Carolina |
| 5    | Nia Coffey               | Vereinigte Staaten | San Antonio Stars  | Northwestern University      |
| 6    | Shatori Walker-Kimbrough | Vereinigte Staaten | Washington Mystics | University of Maryland       |
| 7    | Brittney Sykes           | Vereinigte Staaten | Atlanta Dream      | Syracuse University          |
| 8    | Brionna Jones            | Vereinigte Staaten | Connecticut Sun    | University of Maryland       |
| 9    | Tori Jankoska            | Vereinigte Staaten | Chicago Sky        | Michigan State University    |
| 10   | Kaela Davis              | Vereinigte Staaten | Dallas Wings       | University of South Carolina |
| 11   | Sydney Wiese             | Vereinigte Staaten | Los Angeles Sparks | Oregon State University      |
| 12   | Alexis Jones             | Vereinigte Staaten | Minnesota Lynx     | Baylor University            |

### Runde 2
| Pick | Spielerin          | Nationalität       | WNBA-Mannschaft    | College / Profi-Verein   |
| ---- | ------------------ | ------------------ | ------------------ | ------------------------ |
| 13   | Shayla Cooper      | Vereinigte Staaten | Connecticut Sun    | Ohio State University    |
| 14   | Lindsay Allen      | Vereinigte Staaten | New York Liberty   | University of Notre Dame |
| 15   | Alexis Peterson    | Vereinigte Staaten | Seattle Storm      | Syracuse University      |
| 16   | Leticia Romero     | Spanien            | Connecticut Sun    | Florida State University |
| 17   | Erica McCall       | Vereinigte Staaten | Indiana Fever      | Stanford University      |
| 18   | Jennie Simms       | Vereinigte Staaten | Washington Mystics | Old Dominion University  |
| 19   | Jordan Reynolds    | Vereinigte Staaten | Atlanta Dream      | University of Tennessee  |
| 20   | Feyonda Fitzgerald | Vereinigte Staaten | Indiana Fever      | Temple University        |
| 21   | Chantel Osahor     | Vereinigte Staaten | Chicago Sky        | University of Washington |
| 22   | Ronni Williams     | Vereinigte Staaten | Indiana Fever      | University of Florida    |
| 23   | Breanna Lewis      | Vereinigte Staaten | Dallas Wings       | Kansas State University  |
| 24   | Lisa Berkani       | Frankreich         | Minnesota Lynx     | USO Mondeville           |

### Runde 3
| Pick | Spielerin          | Nationalität       | WNBA-Mannschaft    | College / Profi-Verein            |
| ---- | ------------------ | ------------------ | ------------------ | --------------------------------- |
| 25   | Schaquilla Nunn    | Vereinigte Staaten | San Antonio Stars  | University of Tennessee           |
| 26   | Saniya Chong       | Vereinigte Staaten | Dallas Wings       | University of Connecticut         |
| 27   | Mehryn Kraker      | Vereinigte Staaten | Washington Mystics | University of Wisconsin–Green Bay |
| 28   | Jessica January    | Vereinigte Staaten | Connecticut Sun    | DePaul University                 |
| 29   | Alexis Prince      | Vereinigte Staaten | Phoenix Mercury    | Baylor University                 |
| 30   | Lanay Montgomery   | Vereinigte Staaten | Seattle Storm      | University of West Virginia       |
| 31   | Oderah Chidom      | Vereinigte Staaten | Atlanta Dream      | Duke University                   |
| 32   | Adrienne Motley    | Vereinigte Staaten | Indiana Fever      | University of Miami               |
| 33   | Makayla Epps       | Vereinigte Staaten | Chicago Sky        | University of Kentucky            |
| 34   | Kai James          | Vereinigte Staaten | New York Liberty   | Florida State University          |
| 35   | Saicha Grant-Allen | Kanada             | Los Angeles Sparks | University of Dayton              |
| 36   | Tahlia Tupaea      | Australien         | Minnesota Lynx     | Sydney Uni Flames                 |